# Christine Thürmer
Christine Thürmer (născută la 9 iulie 1967 în Forchheim, Franconia Superioară, Bavaria, Germania) este o drumeață germană și autoare de non-ficțiune. Potrivit propriilor declarații, ea a parcurs mai mult de 60.000 de kilometri pe jos, făcând-o „cea mai drumețoasă femeie din lume”. În mediul american de thru-hiking, este cunoscută sub numele de Turista Germană.

## Viața

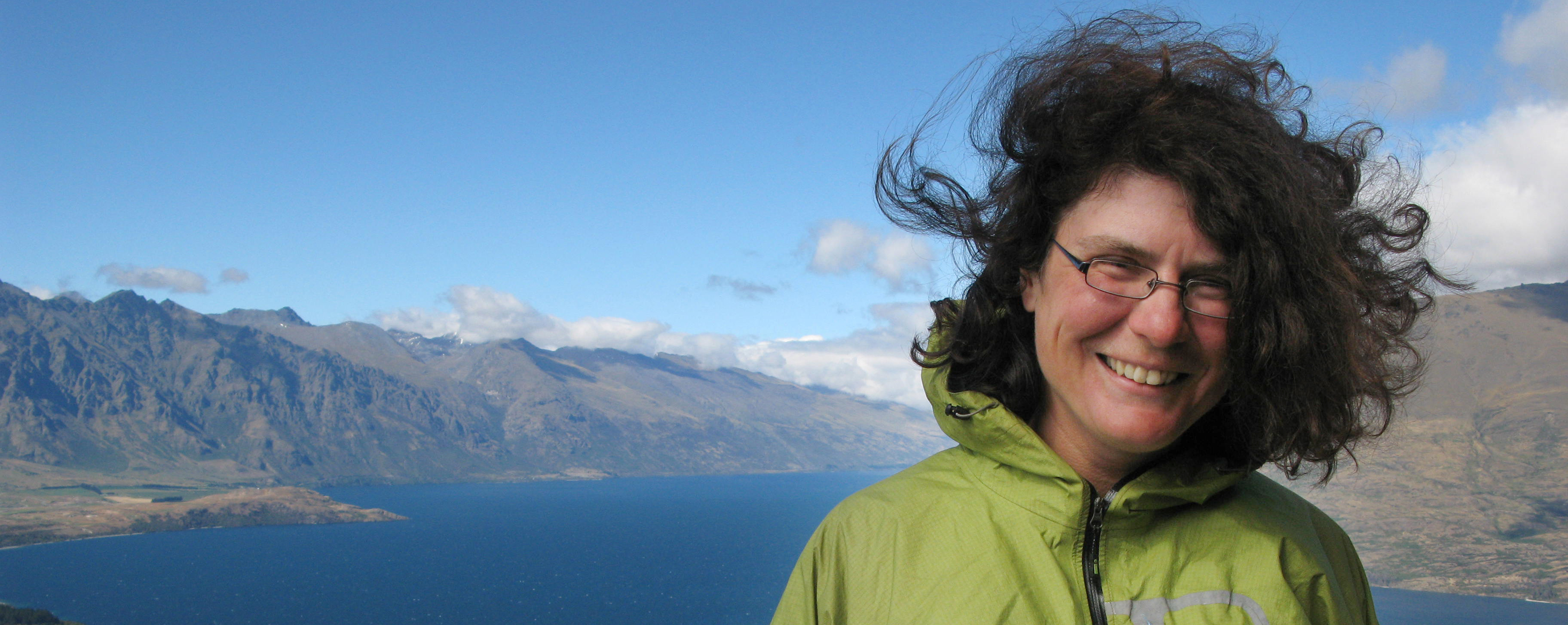
Christine Thürmer, în 2009, în Queenstown (Noua Zeelandă)

### Cariera profesională
Christine Thürmer a crescut în Forchheim și a studiat comunicarea socială și de afaceri la Universitatea de Arte din Berlin. După studii, a lucrat în zona restructurării corporative. După ce și-a pierdut locul de muncă și i-a murit un prieten, ea a spus că a decis să-și schimbe viața, în 2007, și să se dedice exclusiv drumețiilor lungi, ciclismului și vâslitului. În prezent trăiește din economiile ei și din ceea ce câștigă din prelegeri și cărți.
Christine Thürmer a aflat despre thru-hiking în Parcul Național Yosemite din SUA, adică despre parcurgerea unui traseu de drumeție pe distanțe lungi într-o singură tură continuă. Thürmer urmărește conceptul de drumeție ultraușoară, adică având asupra sa cât mai puține bagaje posibil. Ea spune că abilitățile sale profesionale de manager i-au fost de folos atunci când și-a planificat și organizat călătoriile: „Optimizarea costurilor, concepte de logistică, foi de calcul Excel. În cele din urmă, toate acestea m-au ajutat foarte mult, deoarece călătoriile pe distanțe lungi depind în mare măsură de logistică și planificare. Fitness-ul vine de la sine pe drum... Mi-am schimbat locul de muncă, nu am renunțat. Întotdeauna mi-a plăcut munca mea. Am schimbat pentru că am vrut să știu ce mai există în viață”.
În cărțile sale, care s-au aflat pe lista de bestselleruri Spiegel, împărtășește impresii și experiențe din numeroasele sale călătorii, precum și sfaturi pentru drumeți. În 2017, Thürmer a primit premiul ITB BookAwards pentru cartea sa Laufen. Essen. Schlafen., în care și-a descris drumețiile pe cele trei mari trasee nord-americane, de drumeție pe distanțe lungi, și care a fost tradusă și în rusă și coreeană, printre alte limbi.
În cadrul Festivalului El Mundo 2019, a fost distinsă cu premiul I la Discovery Days 2019, pentru cea mai bună conferință și cu premiul publicului.
Christine Thürmer susține că este „cea mai drumețoasă femeie din lume”, după ce a parcurs peste 60.000 de kilometri, pe jos, dar a parcurs și peste 30.000 de kilometri cu bicicleta și 6.500 de kilometri cu vâslind. Când nu călătorește, locuiește în Berlin.

### La început, ca drumeață pe distanțe lungi
În aprilie 2004, Christine Thürmer a străbătut pe jos traseul Pacific Crest Trail din SUA - 4.277 de kilometri din Mexic până în Canada - și astfel și-a început cariera de thruhiker. A avut nevoie de 5 luni și o zi pentru a parcurge această distanță. În iunie 2007, a făcut o drumeție pe Continental Divide Trail (CDT) spre sud. După acest traseu, pe care l-a finalizat în noiembrie 2007, Christine Thürmer s-a întors în Germania pentru a începe o carieră de drumeție cu normă întreagă, documentată prin relatări regulate pe blog. De atunci, a fost cunoscută pe scena internațională a drumețiilor sub numele de Turista Germană.
Thürmer a renunțat la apartament și și-a depozitat bunurile într-o magazie pentru a începe primul său turneu mondial în primăvara anului 2008, cu un tur ciclist pe EuroVelo 6, prin Europa. În iunie 2008, ea a zburat în SUA pentru a parcurge Appalachian Trail (AT) spre sud. Christine Thürmer a primit Triple Crown of Hiking din partea Asociației americane de drumeții pe distanțe lungi, după ce a parcurs traseul Appalachian Trail în noiembrie 2008. Această performanță de a parcurge toate cele trei mari trasee din SUA fusese realizată anterior de mai puțin de o sută de persoane.

### Călătorii (selecție)
În decembrie 2008, a călătorit în Australia pentru a parcurge traseul Bibbulmun Track. Acolo a întâlnit un ciclist britanic care făcea turul lumii, cu care a pedalat prin Australia, Noua Zeelandă, Japonia și Coreea de Sud timp de șapte luni, din ianuarie până în septembrie 2009. A doua sa călătorie în jurul lumii a început în ianuarie 2010 cu o drumeție de-a lungul întregului Florida Trail, urmată de Arizona Trail în primăvara anului 2010. A străbătut sud-vestul SUA cu bicicleta, cu o viză de șase luni. În iulie 2010, a zburat în Australia pentru a pedala pe Stuart Highway și a parcurge pentru a doua oară diverse trasee de lungă distanță, cum ar fi Larapinta Trail, Great South West Walk, Heysen Trail, Hume and Hovell Track și Bibbulmun Track. Pe drumul de întoarcere, Christine Thürmer a petrecut primul trimestru al anului 2011 cu rucsacul în spate în Singapore, Malaysia și Brunei. În vara anului 2011, a început să vâslească mai intensiv în Yukon. După ce s-a întors în Germania, în toamna anului 2011 a traversat Marea Britanie de la John o' Groats până la Land's End. Între 2012 și 2018, Christine Thürmer a parcurs aproximativ 15.700 de kilometri pe jos prin Europa. A traversat Europa de la vest la est, de la Santiago de Compostela, în Spania, până în Bulgaria, la Marea Neagră. Traversarea sud-nord, din cel mai sudic punct de pe continentul european, a început în Tarifa, din Spania și s-a încheiat la Capul Nord, din Norvegia. Când călătorește, ea doarme mai ales într-un cort.
Christine Thürmer a parcurs întreaga Via Transilvanica și a promovat-o la radio, la televiziunea germană și în scris. A participat la inaugurarea oficială a acestui traseu de lungă distanță, care s-a petrecut la Alba Iulia, la 8 octombrie 2022. Una dintre cărțile sale a apărut în traducere în limba română, cu titlul Drumeții de lungă distanță, în 2023, iar la lansarea acestei ediții românești, autoarea a hotărât ca întregul beneficiu, în urma publicării cărții, să-l doneze Asociației Tășuleasa Social, care se ocupă, între altele, de lucrările de întreținere a căii care unește, Via Transilvanica.

## Drumeții și excursii

### Pe jos
- Pacific Crest Trail: 4260 km
- Continental Divide Trail: 5000 km
- Appalachian Trail: 3340 km
- Bibbulmun Track (2×): 2000 km
- Florida National Scenic Trail: 1770 km
- Europa de Vest-Traversare: 4500 km
- Országos Kéktúra (în română, „Turul Național Albastru” (Ungaria): 1100 km
- Israel National Trail: 300 km
- E4 prin Creta: 550 km
- Via Transilvanica (România): 1400 km
- Arizona National Scenic Trail: 1300 km

### Cu bicicleta
- EuroVelo 6: 2500 km
- Scandinavia: 5500 km
- Statele baltice / Finlanda: 7900 km

### Vâslind
- Yukon River: 2200 km
- Mississippi River: 3000 km
- Suedia: 900 km

## Lucrări non-ficțiune
- Laufen. Essen. Schlafen. – Eine Frau, drei Trails und 12 700 Kilometer Wildnis. München: Malik. 2016. ISBN 978-3-89029-471-1. Parametru necunoscut |Kommentar= ignorat (ajutor)
- Wandern. Radeln. Paddeln. – 12 000 Kilometer Abenteuer in Europa. München: Malik. 2018. ISBN 978-3-890-29484-1. Parametru necunoscut |Kommentar= ignorat (ajutor)
- Weite Wege wander – Erfahrungen und Tipps von 45.000 Kilometern zu Fuß. München: Malik. 2020. ISBN 978-3-890-29525-1. Parametru necunoscut |Kommentar= ignorat (ajutor)
  - Drumeții de lungă distanță, Experiențe de viață și sfaturi practice din partea celei mai versate călătoare de pe mapamond [Jurnal de călătorie & ghid de drumeție], Traducere din limba germană de Maria Bojan, Editura Aqua Forte, Cluj-Napoca 2023, 305 pagini și 24 de planșe ISBN 978-973-7758-93-4
- Auf 25 Wegen um die Welt: Vom Wohlfühlweg bis zum Wildnisabenteuer. München: Malik. 2023. ISBN 978-3-89029-556-5. Parametru necunoscut |Kommentar= ignorat (ajutor)